# Александрович-Дочевський Андрій Ігорович
Александрович-Дочевський Андрій Ігорович (нар. 7 липня 1958, м. Київ) — радянський і український художник театру, живописець. Член НСХУ (1989), НСТДУ (1995), Асоціації сценографів України (1993). Заслужений діяч мистецтв України (1998). Переможець конкурсу «Київська пектораль» в номінації «Найкраща сценографія» (1993, 1994, 2004, 2005).

## Життєпис
Син художника І. Б. Александровича. Закінчив Республіканську художню школу (1976), Київський художній інститут (1983, викладачі з фаху — Д. Д. Лідер, С. П. Подерев'янський, І. В. Биченкова, О. В. Бобровников). Працював художником костюмів на Одеській кіностудії художніх фільмів (1983—1986), художником-постановником у Львівському і Київському ТЮГах (1987—1991), у театрах Німеччини, Польщі та інших країн.
Від 1992 — головний художник Київського національного академічного театру ім. І. Франка. Співпрацював з такими видатними режисерами, як С. Данченко, Р. Віктюк, С. Мойсеєв, Ю. Одинокий, Д. Чирипюк, П. Ільченко та ін.
З 2002 р. викладає у НАОМА, з 2004 завідувач кафедри сценографії та екранних мистецтв, керівник навчально-творчої майстерні сценографії та екранних мистецтв.
Учасний багатьох вітчизняних та зарубіжних виставок.
Роботи художника знаходяться у Міжнародному музеї дитячих театрів (Москва), музеї театрального, музичного та кіномистецтва України, Київському музеї Лесі Українки, у приватних колекціях в Україні, Естонії, Німеччині, Польщі, США,

## Сценографія
Як сценограф здійснив понад 80 постановок. Серед них:
Тернопільський обласний музично-драматичний театр (нині академічний обласний український драматичний театр імені Тараса Шевченка)
- 1988 — «Вікторина» за радіоп'єсою В. Метлінґа.
- 1990 — «Гамлет» В. Шекспіра.

Національний академічний драматичний театр імені Івана Франка
- 1992 — «Хто зрадить Брута?»  за М. Гоголем (худ. по костюмах О. Богатирьова). Пост. С. Мойсеєва.
- 1992 — «Зимовий вечір» М. Старицького. Пост. С. Данченка.
- 1993 — «Патетична соната» М. Куліша. Пост. С. Данченка.
- 1994 — «Росмерсхольм» Г. Ібсена. Пост. С. Данченка.
- 1995 — «Крихітка Цахес» Я. Стельмаха, вірші Б. Стельмаха за мотивами повісті Е. Т. А. Гофмана (худ. по костюмах Н. Рудюк, Н. Лапчик). Пост. С. Данченка.
- 1995 — «Стережися лева» Я. Стельмаха (худ. по костюмах Н. Лапчик). Пост. Д. Чирипюка.
- 1996 — «Приборкання норовливої»  В. Шекспіра. Пост. С. Данченка.
- 1997 — «Король Лір» В. Шекспіра (худ. по костюмах Т. Соловйова). Пост. С. Данченка.
- 1999 — «Кін IV» Г. Горіна. Худ. кер. вистави С. Данченко, пост. А. Хостікоєва.
- 1999 — «Кохання в стилі бароко, або Любов з неохоти» Я. Стельмаха за мотивами п′єси І. Карпенка-Карого «Паливода XVIII століття» (худ. по костюмах Т. Соловйова). Пост. С. Данченка, реж. Д. Чирипюк.
- 2000 — «За двома зайцями» М. Старицького (худ. по костюмах Т. Соловйова). Пост. С. Данченка, реж. П. Ільченко.
- 2000 — «Пігмаліон» Б. Шоу (худ. по костюмах Т. Соловйова).  Пост. С. Данченка, реж. С. Кляпньов.
- 2001 — «Леді і Адмирал» Т. Реттігана (худ. по костюмах Т. Соловйова). Пост. Ю. Кочевенка.
- 2002 — «Мама, або Несмачний витвір на дві дії з епілогом» Ст. Віткевича (худ. по костюмах Т. Соловйова). Реж.-пост. З. Наймола[4].
- 2003 — «Божественна самотність» («Оксана») О. Денисенка (худ. по костюмах Т. Соловйова). Пост. О. Білозуба.
- 2003 — «Ех, мушкетери, мушкетери...» Є. Євтушенка (худ. по костюмах Н. Рудюк). Реж.-пост. Д. Чирипюк, П. Ільченко.
- 2004 — «Брати Карамазови» за Ф. Достоєвським (худ. по костюмах Т. Соловйова). Реж.-пост. Ю. Одинокий.
- 2005 ― «Соло-мія» (худ. по костюмах Т. Соловйова). Реж.-пост. О. Білозуб.
- 2005 — «Наталка Полтавка» І. Котляревського (худ. по костюмах Л. Нагорна). Реж.-пост. О. Ануров.
- 2006 ― «Соло для годинника з передзвоном» О. Заградника (худ. по костюмах Т. Соловйова). Реж.-пост. О. Білозуб.
- 2007 ― «Весілля Фігаро» П.-О. Бомарше (худ. по костюмах Н. Рудюк). Реж.-пост Ю. Одинокий.
- 2007 — «Кайдашева сім′я» І. Нечуя-Левицького (худ. по костюмах Л. Нагорна). Реж.-пост. П. Ільченко, реж. В. Коляда.
- 2007 — «В неділю рано зілля копала» Н. Нежданої за мотивами повісті О. Кобилянської (худ. по костюмах Л. Нагорна). Реж.-пост. Д. Чирипюк.
- 2009 ― «Скандальна пригода містера Кетла та місіс Мун» Дж. Прістлі (худ по костюмах Н. Рудюк). Реж.-пост. Ю. Одинокий.
- 2011 ― «Романси. Ностальгія» за мотивами п′єси М. Себастіану «Безіменна зірка». Реж.-пост. О. Білозуб.
- 2012 ― «Перехресні стежки» за мотивами повісті І. Франка. Реж.-пост. Д. Чирипюк.
- 2015 — «Ерік XIV» А. Стріндберга. Реж.-пост. С. Мойсеєв.
- 2016 — «Три товариші» за Е. М. Ремарком (худ. по костюмах Н. Рудюк). Реж.-пост. Ю. Одинокий.
- 2018 — «Дорога Памела» Дж. Патрика (худ. по костюмах К. Маркуш). Реж.-пост. Д. Чирипюк, реж. О. Зубков.

Київський академічний Молодий театр
- 2000 — «Гамлет» В. Шекспіра.
- 2003 — «Дядя Ваня» А. Чехова.
- 2006 — «Московіада» Ю. Андруховича.

Театр Польський (Бельсько-Бяла, Польща)
- 1995 —«Приборкання норовливої» В. Шекспіра.
- 1996 — «Вишневий сад» А. Чехова.
- 1996 — «Бал в опері» Ю. Тувіма[3].

Театр ім. Юліуша Остерви (Гожув-Великопольський, Польща)
1995  — «Життя є свято» Р. Роллана.

## Фільмографія
«Казки старого чарівника» (1984, художник по костюмах та епізод. роль).

## Відзнаки
- Заслужений діяч мистецтв України (1998).
- Переможець конкурсу «Київська пектораль» в номінації «Найкраща сценографія» (1993, 1994, 2004, 2005).
- «Медаль Мічеслава Дембовського» за сценографію до вистави «Приборкання норовливої», «Театр польський», м. Бельсько-Бяла, Польща (1995).
- Лауреат премії імені Лесі Українки (2007)[5].